# Жванецький район
Жванецький райо́н (рос. Жванецкий район) — адміністративно-територіальна одиниця Радянського Союзу, в складі УСРР. Існувала з 1923 по 1928 роки, підпорядковувався Кам'янецькій окрузі. Адміністративний центр — містечко Жванець.

## Історія
Утворений 7 березня 1923 року в складі Кам'янецької округи Подільської губернії УСРР з частин Гавриловецької, Довжецької, Ріхтецької, Баговицької волостей Кам'янецького повіту Подільської губернії.
1 серпня 1925 року губернії були ліквідовані.
4 грудня 1928 року район ліквідований, а його територія приєднана до Кам'янецького району.